# Eleutherios Mertakas
Eleutherios Mertakas (in greco: Ελευθέριος Μέρτακας; Paralimni, 16 marzo 1985) è un ex calciatore cipriota, di ruolo difensore.

## Carriera

### Club
Dal 2004 al 2012 gioca 8 stagioni con l'EN Paralimni nella massima serie cipriota.
Nel 2012 si trasferisce all'AEK Larnaca.

### Nazionale
Ha esordito con la nazionale cipriota l'11 ottobre 2013 in Islanda-Cipro (2-0).